# Arca (zoologia)
Arca Linnaeus, 1758 è un genere di molluschi bivalvi appartenente alla famiglia Arcidae.

## Tassonomia

### Specie
Il Taxon comprende 24 specie:
- Arca acuminata Krauss, 1848
- Arca angulata King & Broderip, 1832
- Arca boucardi Jousseaume, 1894
- Arca bouvieri Fischer, 1874
- Arca despecta Fischer, 1876
- Arca imbricata Bruguière, 1789
- Arca kauaia (Dall, Bartsch & Rehder, 1938)
- Arca koumaci Lutaenko & Maestrati, 2007
- Arca mutabilis Sowerby, 1833
- Arca navicularis Bruguière, 1789
- Arca noae Linnaeus, 1758
- Arca ocellata Reeve, 1844
- Arca pacifica (G. B. Sowerby I, 1833)
- † Arca patheonensis Spieker, 1922 (species inquirenda)
- Arca patriarchalis Röding, 1798
- Arca pernoides Carpenter, 1857 (species inquirenda)
- Arca reticulata Gmelin, 1791
- Arca tetragona Poli, 1795
- Arca truncata (G. B. Sowerby I, 1833)
- Arca turbatrix Oliver & Cosel, 1993
- Arca ventricosa Lamarck, 1819
- Arca volucris Reeve, 1844
- Arca zebra (Swainson, 1833)
- † Arca zorritensis Spieker, 1922 (species inquirenda)